# Габријел Борић
Габријел Борић Фонт (шп. Gabriel Boric Font; Пунта Аренас, 11. фебруар 1986) чилеански је политичар и председник Чилеа.

## Биографија
Борић се родио 1986. године у граду Пунта Аренас, познатом по великом броју становника далматинског порекла. Његови преци по оцу доселили су се у Чиле са острва Угљан крајем 19. века, док му је мајка каталонског порекла.
Борић је студирао на Правном факултету Универзитета у Чилеу, а био је председник Студентске федерације Универзитета Чиле 2012. године. Као студентски представник, постао је једна од водећих личности чилеанских студентских протеста 2011–2013. Борић је два пута биран у Представнички дом као представник региона Магелан и Антарктик, прво као независни кандидат 2013, а затим 2017. као део Широког фронта, левичарске коалиције коју је створио са неколико других партија.
Током грађанских немира 2019. у Чилеу, Борић је био један од политичара који су преговарали о споразуму који је отворио пут за референдум о промени Устава. Године 2021. изабран је за председничког кандидата коалиције Апруебо Дигнидад (која је укључивала Широки фронт, Комунистичку партију и друге мање покрете) након што је победио на званичним предизборима са 60% гласова. Борић је 19. децембра 2021. победио Хосеа Антонија Каста у другом кругу председничких избора, добивши 55,9% гласова.
Он је постао најмлађи председник у историји Чилеа и други најмлађи државни лидер на свету, као и председник изабран са највећим бројем гласова у историји.

## Политички погледи

### Спољна политика
Поводом свог спољнополитичког предлога од 2018. године, тадашњи посланик Габријел Борић критиковао је режиме Кубе, Венецуеле и Никарагве, описујући ове земље као репресивне диктатуре.
Исто тако, током своје предизборне кампање, Борић је одлучно и јасно изјавио „да ће посвећеност коју ће његова влада имати у погледу демократије и људских права бити потпуна, без било каквог одобравања диктатура или аутократија, чак и ако то коме смета“. Борић није признао резултате општих избора 2021. године у Никарагви и апеловао је на Комунистичку партију Чилеа (један од његових коалиционих партнера) да „повуче“ своју одлуку признања резултата избора у Никарагви.